# Omicrabulus concavus
Omicrabulus concavus är en stekelart som beskrevs av Giordani Soika 1983. Omicrabulus concavus ingår i släktet Omicrabulus och familjen Eumenidae. Inga underarter finns listade i Catalogue of Life.